# Rede Mundial de Reservas da Biosfera

Mapa mostrando a distribuição da Rede Mundial de Reservas da Biosfera (2009).

A Rede Mundial de Reservas da Biosfera (em inglês: World Network of Biosphere Reserves) é a estrutura coordenada de reservas da biosfera reconhecidas pela UNESCO no âmbito do Programa MaB (Programa Homem e Biosfera), constituída por áreas protegidas reconhecidas internacionalmente como exemplo de boas práticas na manutenção do equilíbrio entre a qualidade ambiental, nomeadamente a manutenção da biodiversidade e o desenvolvimento sustentado.

## Estrutura da rede
Apesar do Programa Homem e Biosfera (MaB), que suporta a rede, ter sido estabelecido apenas em 1971, a UNESCO já no ano anterior tinha iniciado o processo de designar as áreas que satisfaziam os critérios estabelecidos para integra a futura rede.
Em 2010, a Rede Mundial de Reservas de Biosfera incluía 669 reservas da biosfera distribuídos por 120 Estados. Este número leva em conta a retirada de algumas reservas da Lista em resultado do programa ter mudado o seu enfoque da simples protecção da natureza para o relacionamento entre o desenvolvimento sócio-económico e a conservação da biodiversidade, centrando-se na demonstração das boas práticas em matéria de relacionamento entre as populações humanas e o ambiente.
| Região UNESCO             | Número de Reservas da Biosfera | Número de Estados |
| ------------------------- | ------------------------------ | ----------------- |
| África                    | 75                             | 28                |
| Estados Árabes            | 311                            | 11                |
| Ásia e Pacífico           | 147                            | 24                |
| Europa e América do Norte | 287                            | 36                |
| América Latina e Caraíbas | 129                            | 21                |

Inclui a Reserva da Biosfera Intercontinental do Mediterrâneo, partilhada entre Marrocos e Espanha.

*Fonte: UNESCO, 2018.